# Braço Robótico Europeu
O Braço Robótico Europeu (ERA - European Robotic Arm) é um componente a ser acoplado ao segmento russo da Estação Espacial Internacional (ISS). O inteligente robô espacial dispõe de várias características únicas, sendo a mais proeminente a sua capacidade de se movientar longo do exterior da estação sob seu próprio controlo, utilizando pontos de referência pré-fixados. As tarefas típicas para o ERA incluem:
- Instalação das grelhas solares;
- Substituição das grelhas solares;
- Inspecção da estação;
- Manuseamento de carga externamente;
- Suporte aos cosmonautas durante caminhadas no espaço.